# Chaetonaevia
Chaetonaevia — рід грибів родини Dermateaceae. Назва вперше опублікована 1951 року.

## Класифікація
До роду Chaetonaevia відносять 3 види:
- Chaetonaevia nannfeldtii
- Chaetonaevia petasitis
- Chaetonaevia ulmicola